# Cerces-Thabormassief
Het Cerces-Thabormassief vormt een deel van de Westelijke Alpen in Frankrijk en Italië. Het hoogste punt van het Cerces-Thabormassief wordt gevormd door de Grand Galibier met een hoogte van 3229 meter.

## Ligging
In vergelijking met de omliggende massieven is de hoogte relatief beperkt en bevinden zich er slechts kleine gletsjers. In de Franse definitie bestaat het massief uit vier submassieven: Thabor, Cerces, Galibier, Chaberton en Rois Mages (Roche Bernaude).
Ten noorden van het massief ligt de Vanoise, waarvan het wordt gescheiden door de diepe Maurienne-vallei. Ten noordoosten ligt het Mont-Cenismassief; ten zuidoosten, aan de andere zijde van de Col de Montgenèvre, liggen de meer centrale Cottische Alpen. Ten zuiden vindt men in het oosten de lagere Queyras en in het westen het hogere Écrinsmassief (tot 4102 meter). Ten westen van Cerces-Thabor ligt het Arves-massief, met de Aiguilles d'Arves als hoogste punt. In de Franse definitie wordt de grens tussen beiden in de buurt van de Col du Goléon (even ten noorden van de Pic des Trois Evêchés) gelegd.

## SOIUSA
In de Italiaanse SOIUSA-classificatie wordt het grootste deel van het gebied (ten oosten van de Col du Galibier) ingedeeld bij de Noordelijke Cottische Alpen. Het submassief Rois Mages hoort in de SOIUSA-classificatie tot de Catena Bernauda-Pierre Menue-Ambin (tezamen met delen die door de Fransen tot het Mont-Cenismassief worden gerekend). De Pierre Menue vormt met zijn 3505 meter het hoogste punt van dit SOIUSA-massief. Het uiterste westelijke deel van het Cerces-Thabormassief, met de Pic des Trois Évêchés wordt door de SOIUSA bij de sectie van de Dauphiné Alpen geklasseerd.

## Geologie
Het Cerces-Thabormassief bestaat deels uit kristallijn gesteente met een dominantie van kwartsiet (submassief Thabor) en deels uit kalkgesteente, waaronder marmer en dolomiet (submassieven Cerces, Galibier, Chaberton en Rois Mages).

## Wintersportstations
- Valloire
- Valmeinier
- Montgenèvre
- Bardonecchia (Italië)
- Oulx (Italië)

## Belangrijkste toppen
| Top                              | Land             | Hoogte | Submassief | SOIUSA-subsectie                                                    | SOIUSA-groep      |
| -------------------------------- | ---------------- | ------ | ---------- | ------------------------------------------------------------------- | ----------------- |
| Grand Galibier                   | Frankrijk        | 3229 m | Galibier   | Noordelijke Cottische Alpen                                         | Cerces            |
| Rocca Bernauda (Roche Bernaude)  | Frankrijk/Italië | 3225   | Rois Mages | Noordelijke Cottische Alpen                                         | Rocca Bernauda    |
| Pic du Thabor                    | Frankrijk        | 3205   | Thabor     | Noordelijke Cottische Alpen                                         | Monte Tabor       |
| Mont Thabor                      | Frankrijk        | 3178   | Thabor     | Noordelijke Cottische Alpen                                         | Monte Tabor       |
| Mont Chaberton                   | Frankrijk        | 3131   | Chaberton  | Noordelijke Cottische Alpen                                         | Charberton        |
| Pic des Trois Évêchés            | Frankrijk        | 3116   | Galibier   | Dauphiné Alpen Alpi delle Grandes Rousses e delle Aiguilles d'Arves | Aiguilles d'Arves |
| Pointe des Cerces                | Frankrijk        | 3097   | Cerces     | Noordelijke Cottische Alpen                                         | Cerces            |
| Gran Bagna (Cime de la Planette) | Frankrijk/Italië | 3080   | Rois Mages | Noordelijke Cottische Alpen                                         | Rocca Bernauda    |
| Pic de la Moulinière             | Frankrijk        | 3073   | Cerces     | Noordelijke Cottische Alpen                                         | Cerces            |
| Grand Aréa                       | Frankrijk        | 2869   | Cerces     | Noordelijke Cottische Alpen                                         | Cerces            |
| Roche Gauthier                   | Frankrijk        | 2749   | Cerces     | Noordelijke Cottische Alpen                                         | Cerces            |